# Epithele efibulata
Epithele efibulata är en svampart som beskrevs av Boidin, Lanq. & Gilles 1983. Epithele efibulata ingår i släktet Epithele och familjen Polyporaceae.   Inga underarter finns listade i Catalogue of Life.